# Strijen

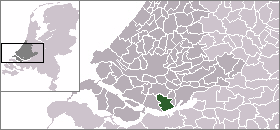
Lägeskarta

Strijen är en historisk kommun i provinsen Zuid-Holland i Nederländerna. Kommunens totala area är 57,72 km² (där 6,50 km² är vatten) och invånarantalet är på 9 312 invånare (2004).